# 도호촌 (아이치현)
도호촌(童浦村)은 아이치현 아쓰미군에 설치되었던 촌이다. 현재의 다하라시에 해당한다.